# Copa de la Reina de Baloncesto 2016
La Copa de la Reina 2016  corresponde a la 54.ª edición de dicho torneo. Se celebró los días 6 y 7 de febrero de 2016 en el Polideportivo José Antonio Gasca de San Sebastián.

## Designación
Las ciudades de Salamanca, Huelva, Logroño y San Sebastián presentaron su candidatura a acoger el evento, concediéndose a la ciudad vasca, coincidiendo con los actos del 75.º aniversario de la Federación Guipuzcoana, y la designación de la ciudad como Capital Europea de la Cultura 2016. Dicha designación, realizada el 17 de diciembre, provocó malestar entre varios de los equipos implicados en la clasificación para el torneo, al realizarse a menos de 2 días de la última jornada.

## Equipos clasificados
La fase final la disputaron los tres equipos primeros clasificados al final de la primera vuelta de la liga regular de la Liga Femenina, junto al IDK Gipuzkoa designado anfitrión como representante de la provincia sede. 
| Pos. | Equipo                | PJ | G  | P | GF  | GC  | DG   | Pts | Clasificación       |
| ---- | --------------------- | -- | -- | - | --- | --- | ---- | --- | ------------------- |
| 1    | Perfumerías Avenida   | 13 | 12 | 1 | 953 | 741 | +212 | 25  | Cabezas de serie    |
| 2    | Conquero Huelva Wagen | 13 | 10 | 3 | 932 | 833 | +99  | 23  | Cabezas de serie    |
| 3    | Spar Citylift Girona  | 13 | 9  | 4 | 860 | 777 | +83  | 22  | No cabezas de serie |
| 9    | IDK Gipuzkoa (H)      | 13 | 5  | 8 | 802 | 821 | −19  | 18  | No cabezas de serie |

 Fuente: Liga Femenina

## Formato
El sorteo se celebró el día 15 de enero de 2016, siendo emparejados Perfumerías Avenida con Spar Citylift Girona, y CB Conquero Huelva Wagen con IDK Gipuzkoa.
|  | Semifinales | Semifinales              | Semifinales |                          |    | Final               | Final | Final |  |
|  |             |                          |             |                          |    |                     |       |       |  |
|  |             |                          |             |                          |    |                     |       |       |  |
|  | 1           | Perfumerías Avenida      | 68          |                          |    |                     |       |       |  |
|  | 1           | Perfumerías Avenida      | 68          |                          |    |                     |       |       |  |
|  | 3           | Spar Citylift Girona     | 60          |                          |    |                     |       |       |  |
|  | 3           | Spar Citylift Girona     | 60          |                          | 1  | Perfumerías Avenida | 52    |       |  |
|  |             |                          |             |                          | 1  | Perfumerías Avenida | 52    |       |  |
|  |             |                          | 2           | CB Conquero Huelva Wagen | 60 |                     |       |       |  |
|  | 2           | CB Conquero Huelva Wagen | 2           | CB Conquero Huelva Wagen | 60 | 59                  |       |       |  |
|  | 2           | CB Conquero Huelva Wagen |             |                          |    | 59                  |       |       |  |
|  | 4           | IDK Gipuzkoa             | 31          |                          |    |                     |       |       |  |
|  | 4           | IDK Gipuzkoa             | 31          |                          |    |                     |       |       |  |
|  |             |                          |             |                          |    |                     |       |       |  |

### Final
| 7 de febrero de 2016 | Perfumerías Avenida                                                                            | 52–60                              | Conquero Huelva Wagen                                                                          | San Sebastián |  |
| 11:00                | Parciales: 8–6, 16–22, 20–19, 8–13                                                             | Parciales: 8–6, 16–22, 20–19, 8–13 | Parciales: 8–6, 16–22, 20–19, 8–13                                                             | |  |
|                      | Estadísticas Vanessa Gidden 10 Astou Ndour 19 Silvia Domínguez, Jacki Gemelos 3 Astou Ndour 17 | Reporte Pts Reb Asts Val           | Estadísticas María Pina 16 Talia Adaiah Caldwell 18 cinco jugadoras 2 Talia Adaiah Caldwell 20 | Pabellón: Polideportivo Municipal José Antonio Gasca Árbitros: Carlos Javier García León, Susana Gómez López Televisión: Teledeporte |  |

| Ganadoras de la Copa de la Reina 2016 |
| ------------------------------------- |
| Conquero Huelva Wagen 1º título       |